# Белль, Алексис Симон
Алексис Симон Белль (фр. Alexis Simon Belle; 12 января 1674[…], Париж — 21 ноября 1734[…], Париж) — французский художник-якобит, сторонник свергнутой с английского престола династии Стюартов.

## Биография
Родился в 1674 году в Париже в приходе церкви Сен-Сюльпис (метрические книги сохранились). Был единственным сыном малоизвестного художника Жана-Батиста Белля (до 1642—1703) и его жены Анны (умерла в 1705).
Учился живописи сперва у своего отца, а затем в мастерской Франсуа де Труа (1645/46—1730), придворного художника экс-короля Англии Якова II, проживавшего в изгнании в Сен-Жерменском дворце в пригороде Парижа Сен-Жермен-ан-Ле. Белль начал работать в Сен-Жермене ориентировочно в конце 1690-х годов. Это был период мира между Францией и Великобританией, поэтому якобиты могли законно пересекать Ла-Манш с портретами детей Якова II: принца Джеймса Эдварда Стюарта и его сестры, принцессы Луизы Марии.  Франсуа де Труа был тогда единственным художником при дворе проживавших в изгнании Стюартов, а Белль был его лучшим учеником.
В августе 1700 года Белль выиграл Римскую премию, но в Рим не поехал и продолжал работать в Сен-Жермене.
В 1701 году скончался король Яков II, и его сын, Джеймс Эдвард Стюарт стал якобитским претендентом на британский престол, причём король Франции Людовик XIV полностью поддержал его притязания. В ноябре того же 1701 года Белль женился на художнице-миниатюристке Анне Шерон (ок. 1663—1718), которая также работала в Сен-Жерменском дворе.
В 1702 году между Францией и Англией началась война (известная как Война за Испанское наследство), однако портреты якобитского претендента работы Белля продолжали переправлять через Ла-Манш контрабандой. Сохранилось несколько вариантов выполненного Беллем портрета Джеймса Эдварда Стюарта, стоящего в доспехах (каких тогда уже не носили) на берегу Ла-Манша на фоне военных кораблей и указывающего рукой на скалы британского Дувра. В 1712 году Белль выполнил ещё один портрет Стюарта, где тот изображен в военной форме. Этот портрет копировали много раз и воспроизводили в гравюрах.
После окончания Войны за Испанское наследство Белль последовал за Стюартом в Бар-ле-Дюк, который наводнили якобиты, покинувшие Британию после неудачного восстания 1715 года. Какое-то время Белль выполнял их портреты, однако когда Стюарт со своим двором уехал в Италию, Белль не последовал за ним.
Вместо этого он остался во Франции, и в 1720-е годы плодотворно работал, создавая портреты представителей французской аристократии. Он также написал портрет молодого короля Людовика XV. Многие его работы были воспроизведены в гравюрах. Тем не менее, даже в начале 1730-х годов художник периодически продолжал выполнять заказы якобитов.
Первая жена художника Анна Шерон умерла в апреле 1718 года. 12 января 1722 года он женился вторым браком на Марии-Николь Ортемельс (1689 — после 1745), представительнице влиятельной в художественных кругах голландской янсенистской семьи, которая сама была художницей и гравёром. В этом браке родилось два сына (в 1722 и 1726 годах) и дочь (в 1730 году). Со своей новой женой Белль жил как среди якобитов, оставшихся в Сен-Жермене, где он владел домом, так и в Париже, на улице Дюфур.
Белль скончался в Париже в 1734 году. Отпевание состоялось в церкви Сен-Сюльпис, причём сохранилось описание церемонии.
Из числа его сыновей, Клеман Луи Мари Анн Белль (1722—1806) стал художником, профессором и ректором Королевской академии живописи и скульптуры, и руководителем художественного отдела Королевской мануфактуры гобеленов, выполнявшим эскизы (картоны) для шпалер.

### Портреты принца Джеймса Эдварда Стюарта кисти Белля

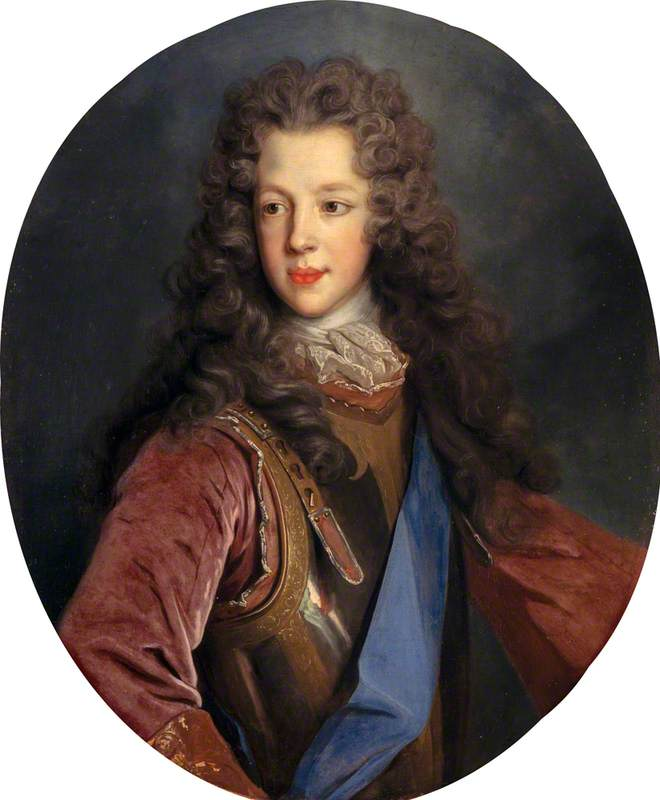
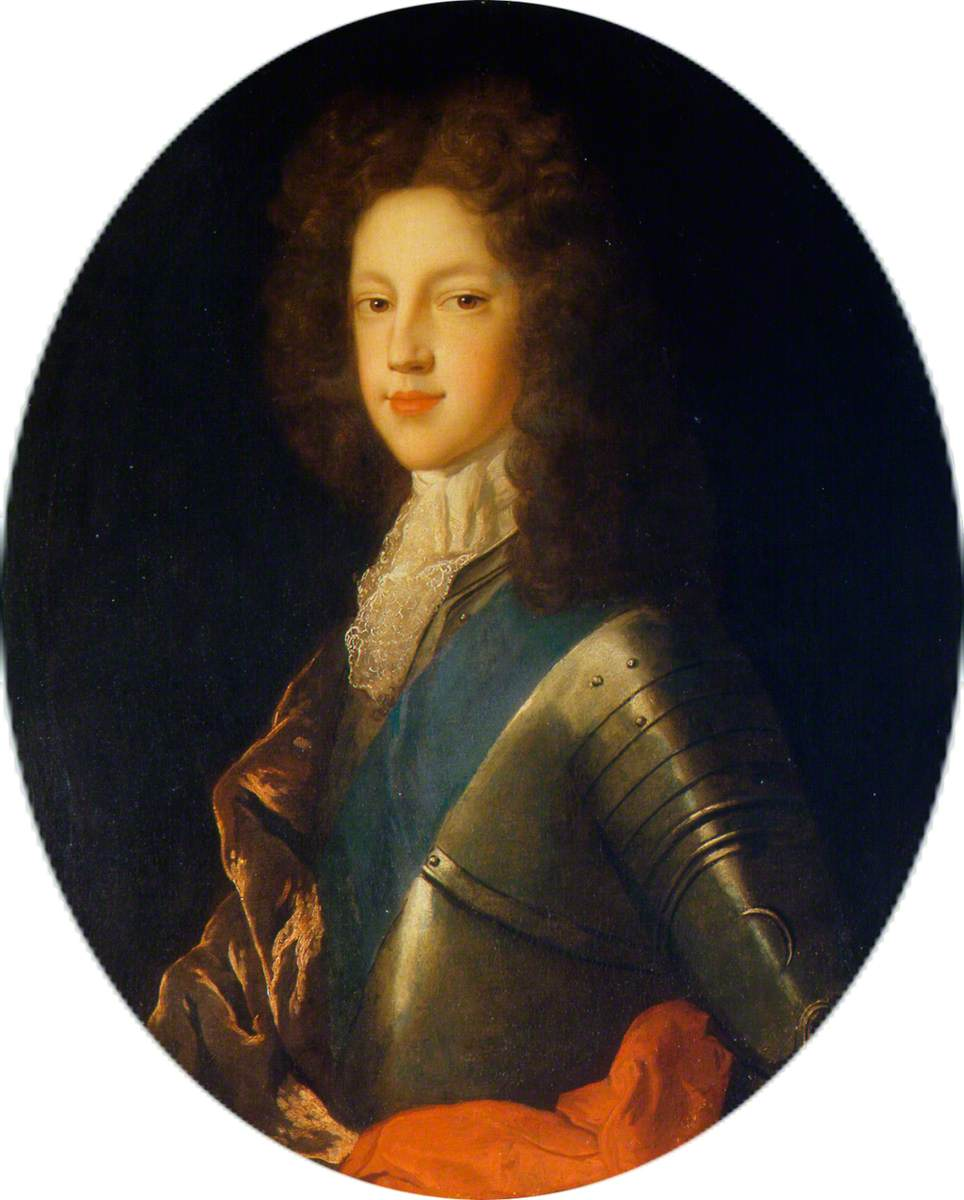
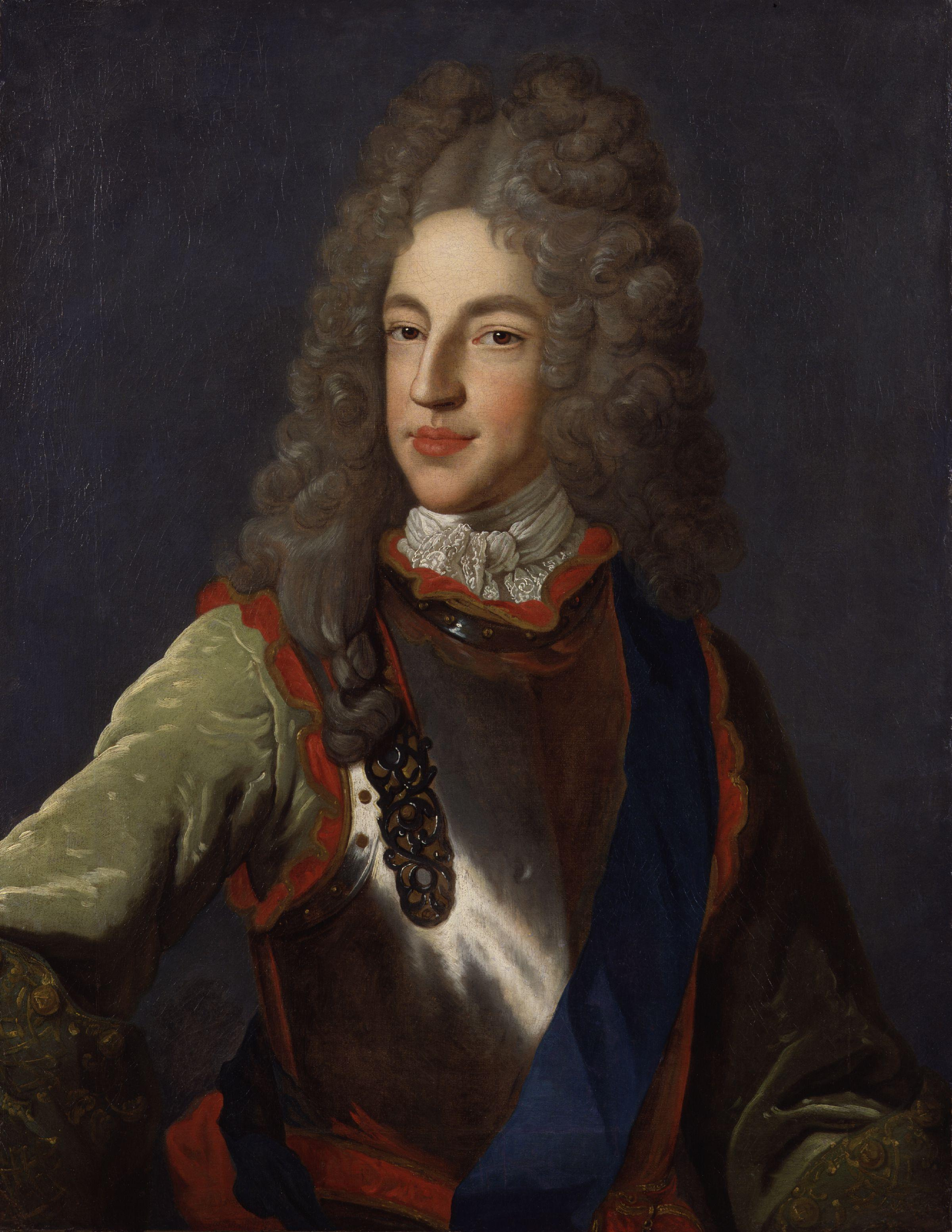
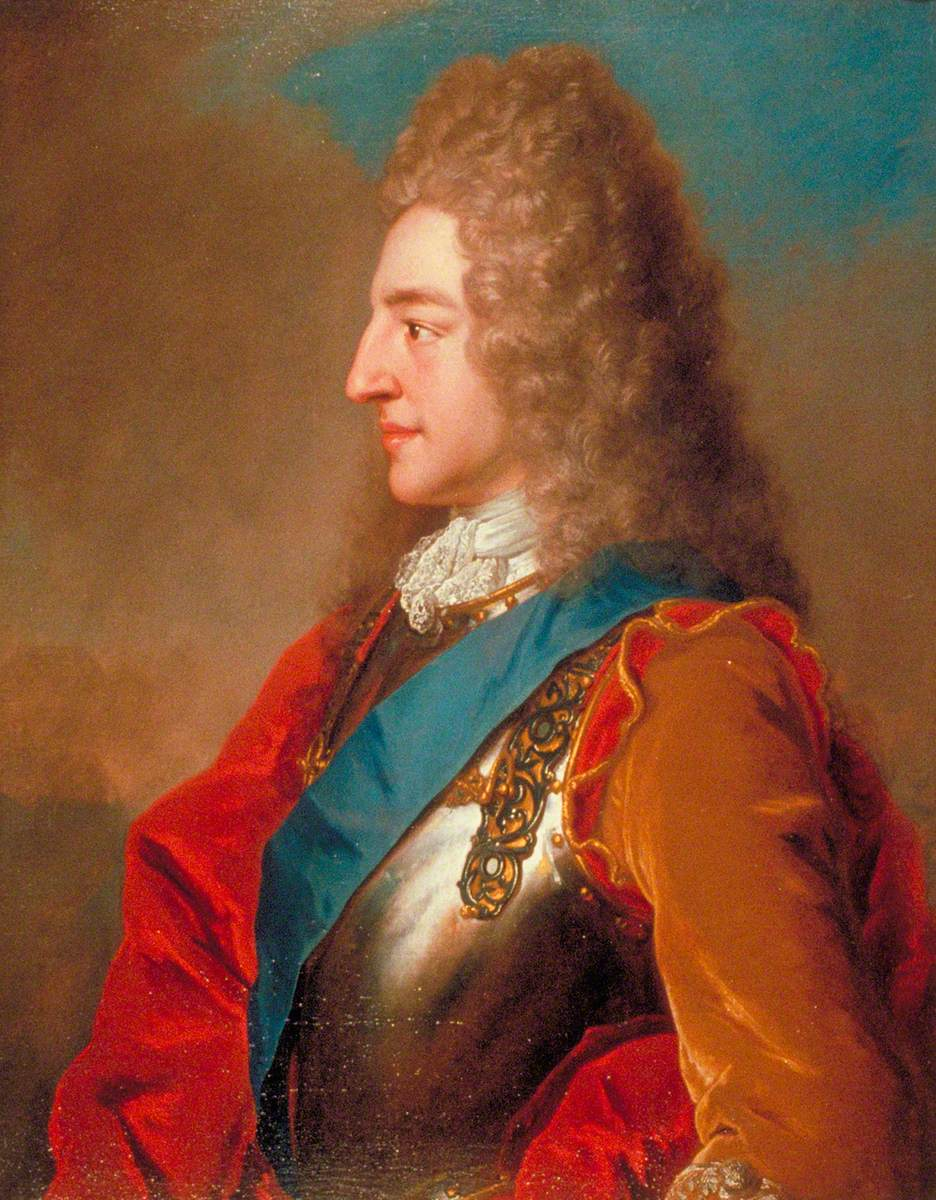

## Галерея

### Другие портреты

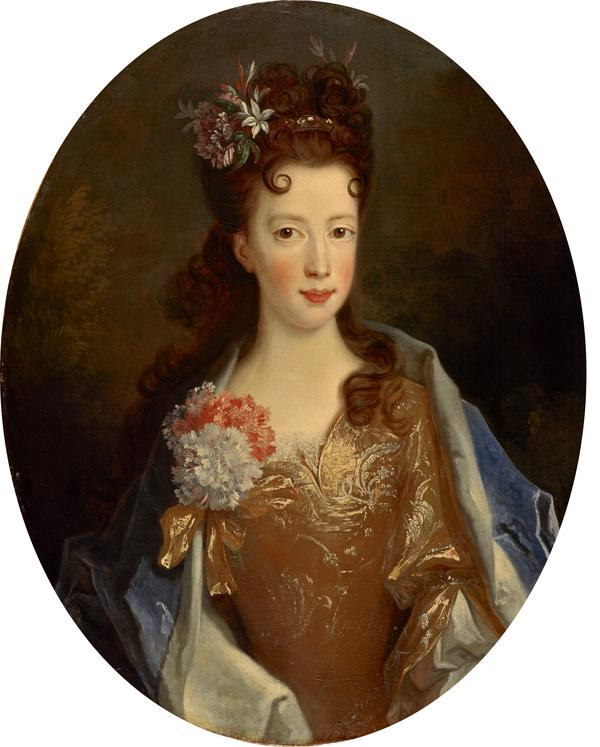
Принцесса Луиза Мария Стюарт
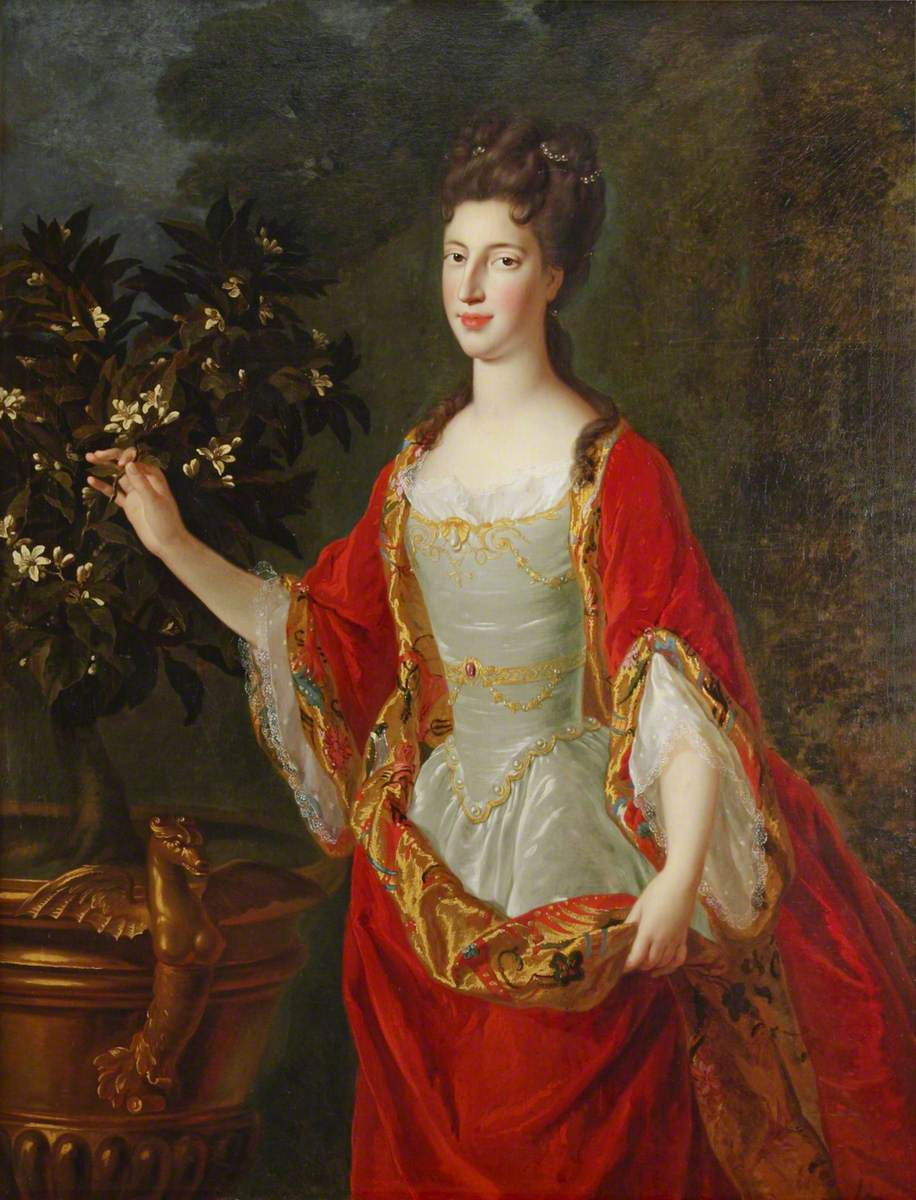
Принцесса Луиза Мария Стюарт
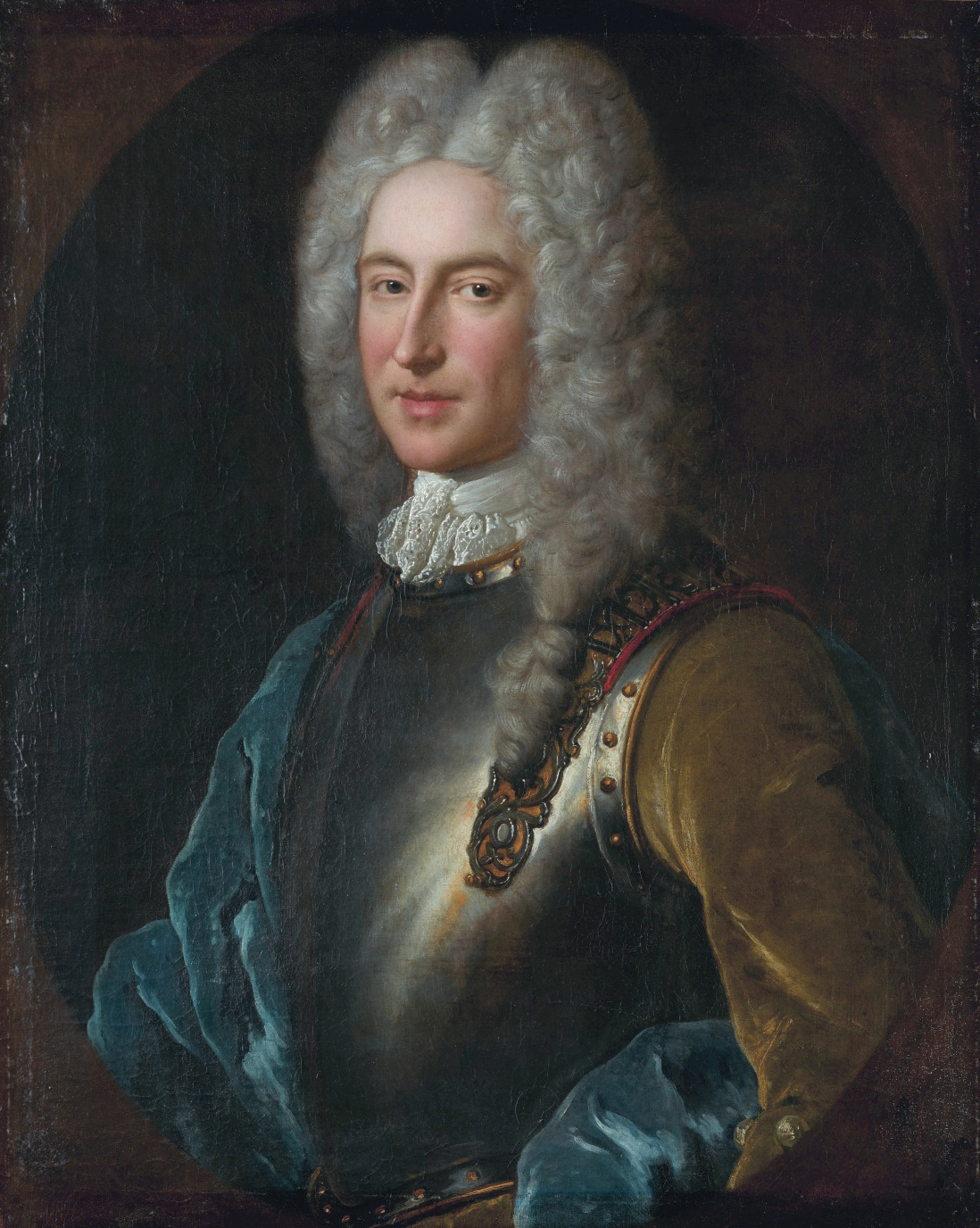
Лорд Александр Форбс
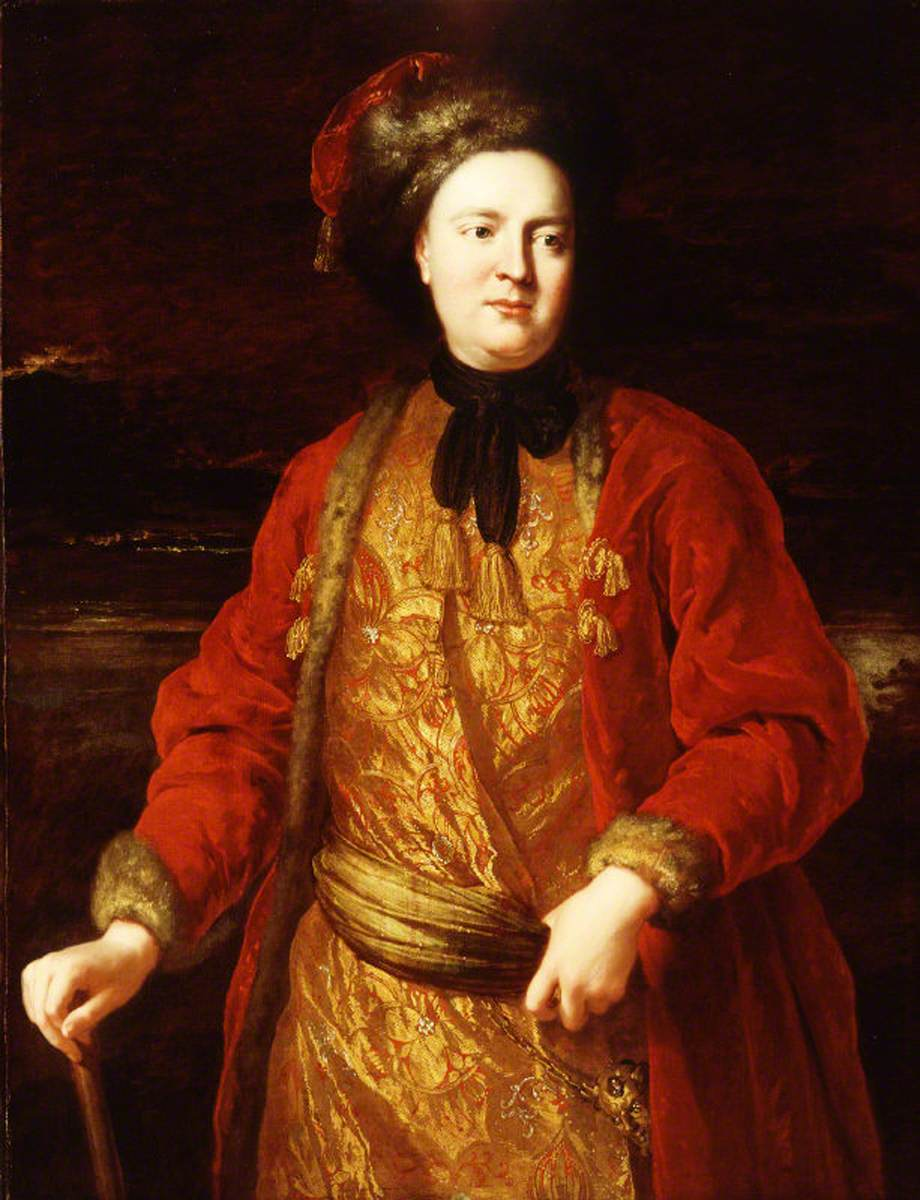
Роджер Стрикланд
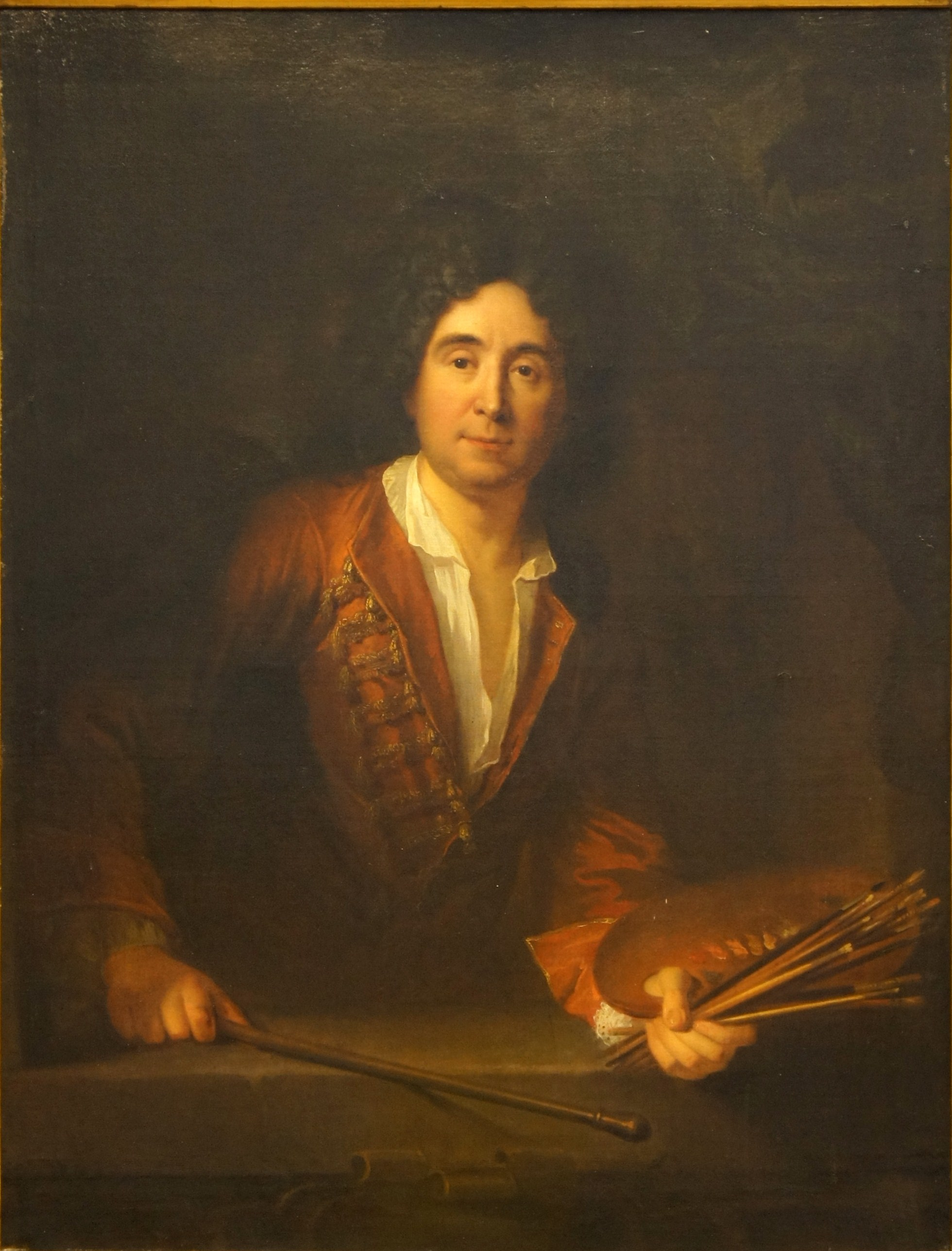
Художник Франсуа де Труа, учеником которого был автор портрета.
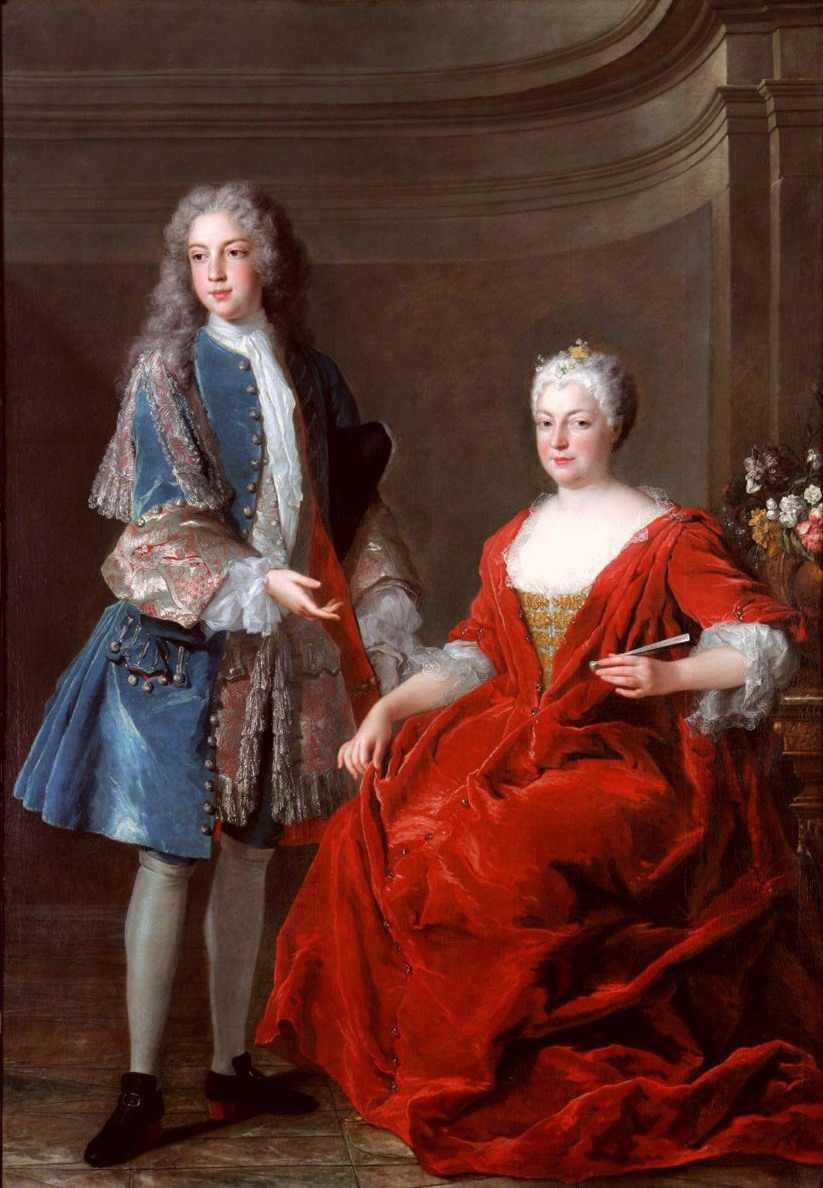
Принцесса Елизавета Шарлотта Бурбон-Орлеанская и её сын Франсуа Габсбург-Лотарингский, будущий император Австрии Франц I Стефан
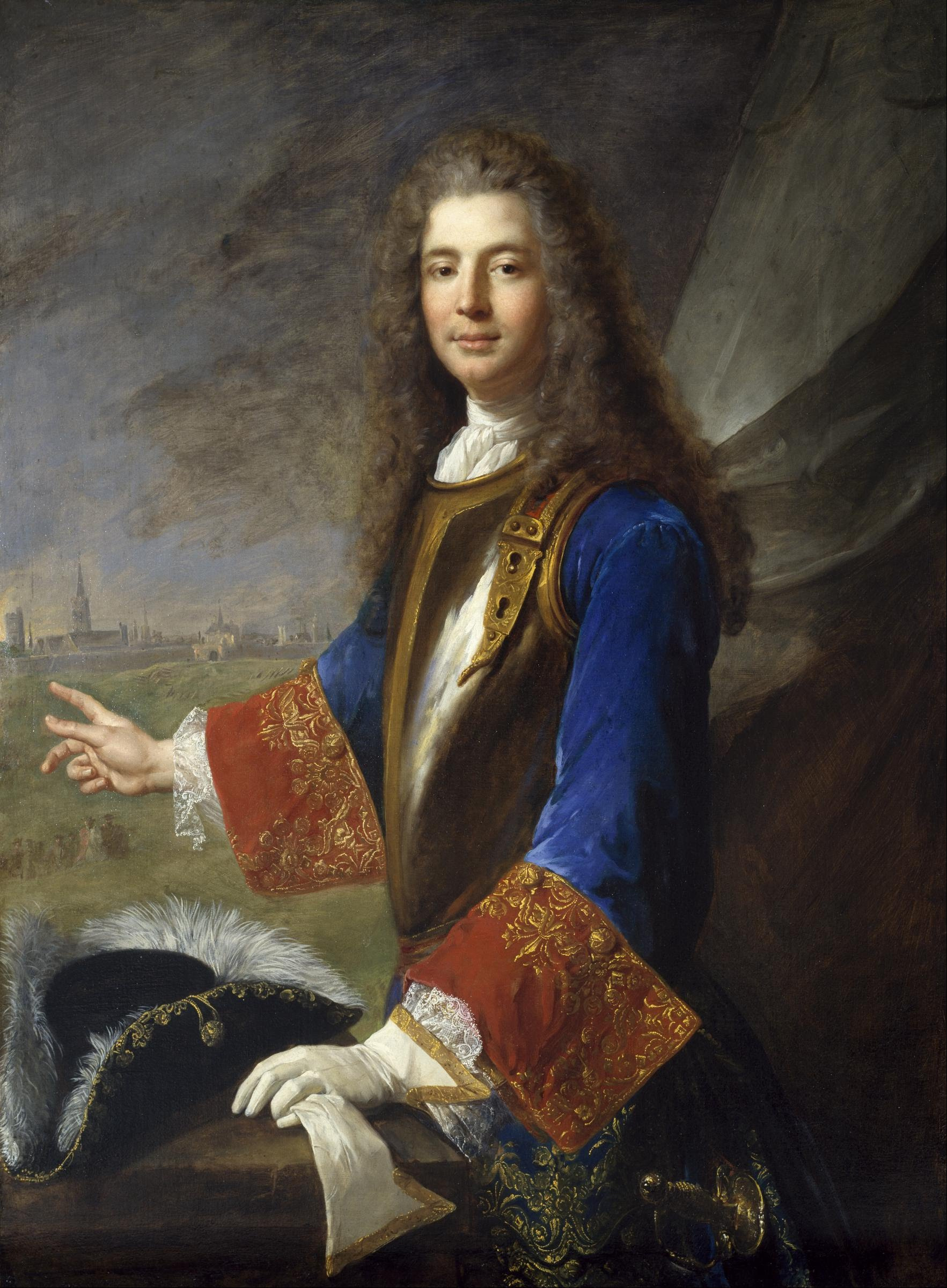
Шарль Франсуа Мари де Кюстин, великий конюший герцогства Лотарингского и французский полковник
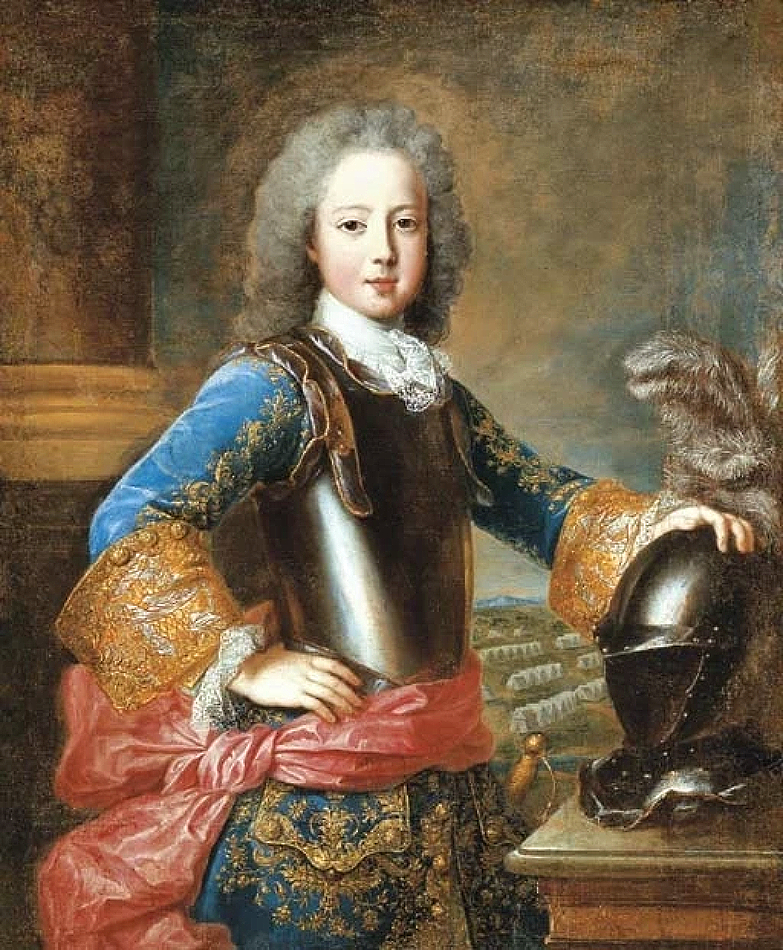
Портрет молодого аристократа (предположительно, Карла Александра Лотарингского)